# Gardenia coronaria
Gardenia coronaria är en måreväxtart som beskrevs av Buch.-ham.. Gardenia coronaria ingår i släktet Gardenia och familjen måreväxter. Inga underarter finns listade i Catalogue of Life.